# Xiaomi Mi 11
A Xiaomi Mi11 egy csúcskategóriás androidos okostelefon, amit a Xiaomi gyárt. 2021. február 8-án mutatták be. Elődje a Xiaomi Mi 10, utódja a Xiaomi 12. A Mi 11-es szériából készült Mi 11Lite, Mi 11 Lite 5g,Mi 11 Lite 5g NE,Mi 11i és Mi 11 ultra.

## Specifikációk
SoC: Qualcomm Snapdragon 888, GPU: Adreno 660, processzormagok száma: 8 magos, RAM: 8 GB, kijelző: 6,81" ívelt Amoled 3200 x 1440 pixel, amely alá ujjlenyomat-olvasó került, és Gorilla Glass Victus védi. Kamera: 108 MPx széles látószögű kamera, 13 MPx ultraszéles látószögű, 5 MPx makró és 20 MPx előlapi kamera. Akkumulátor: 4600 mAh, maximális vezetékes töltési teljesítmény: 55 W, maximális vezeték nélküli töltési teljesítmény: 50 W. USB Type-C